# Akan Bajmaganbietow
Akan Biekbołatowicz Bajmaganbietow (oryg. Акан Бекболатович Баймаганбетов; ur. 11 lipca 1993) – kazachski zapaśnik walczący w stylu klasycznym. Srebrny medalista akademickich MŚ z 2014. Brązowy medalista młodzieżowych igrzysk olimpijskich z 2010. Trzeci na MŚ juniorów w 2013 roku